# 奥斯瓦尔德·黑尔
奥斯瓦尔德·黑尔（德語：Oswald Heer，1809年8月31日—1883年9月27日），瑞士地质学家和博物学家。

## 生平
早年在哈雷-维滕贝格大学接受培养神职人员的教育，还曾获得理学和医学学位。为古植物学的开拓者之一，主要研究中新世植物。卒于洛桑。